# Onthophagus herciniformis
Onthophagus herciniformis är en skalbaggsart som beskrevs av Moretto 2010. Onthophagus herciniformis ingår i släktet Onthophagus och familjen bladhorningar. Inga underarter finns listade i Catalogue of Life.